# Jiří Matoušek
Jiří Matoušek (10. března 1963 – 9. března 2015) byl český matematik a informatik, který se věnoval problémům v diskrétní matematice, teoretické informatice, optimalizaci a topologii.

## Biografie
Byl žákem matematika Miroslava Katětova. Od roku 1986 až do své smrti učil na Matematicko-fyzikální fakultě Univerzity Karlovy, jakožto člen Katedry aplikované matematiky. V roce 2000 se zde stal profesorem. Byl rovněž profesorem na Eidgenössische Technische Hochschule Zürich.
V roce 1996 získal cenu Evropské matematické společnosti. Byl členem Učené společnosti České republiky a Academie Europaea.
Byl signatářem výzvy The Cost of Knowledge, která protestovala proti byznysovým praktikám v odborných časopisech a vyzývala k otevřenému přístupu k vědeckým informacím.
Byl jedním z nejcitovanějších českých matematiků a informatiků.